# 尾崎里紗 (アナウンサー)
尾崎 里紗（おざき りさ、1992年〈平成4年〉11月21日 - ）は、スターダストプロモーション所属のタレント、フリーアナウンサー。元日本テレビアナウンサー。

## 略歴
福岡県宮若市出身。身長154 cm。
自由ケ丘高等学校、西南学院大学経済学部卒業。
大学卒業後、2015年日本テレビに入社。同期入社は笹崎里菜、平松修造がいる。RKBアナウンススクール出身。
大学在学中の2012年、福岡親善大使に就任 し、全国や香港を飛び回った経験がある。
2015年6月3日放送の『1億人の大質問!?笑ってコラえて!』の企画「1年たったらこうなりましたの旅」で日テレアナウンサーとしてのテレビ初出演を果たし、同期2名（笹崎里菜・平松修造）と共に同番組で2016年4月13日放送分まで密着された。
2015年9月2日より『ZIP!』の水曜フィールドキャスターとして加入した（同期の平松も2日遅れで加入）。
2018年10月より午前枠情報番組『バゲット』のMCに起用される。
2019年8月29日、東京ドームで行われた読売ジャイアンツと広島東洋カープの試合で読売ジャイアンツのマスコットキャラクターのヴィーナスとして出演した。
2019年11月23日、大学の同級生にあたる会社員男性と結婚。
2022年8月11日、第1子を妊娠していることを『バゲット』のエンディングで報告し、10月から産休に入り出産は12月下旬の予定であることを明かした。9月29日の放送で『バゲット』を卒業。産休入り後に防災士の資格を取得したことを明らかにしている。12月26日、自身のInstagramに於いて第1子となる男児の出産を発表した。
2023年10月より復職するが、夫婦共々故郷が九州であることもあり、「九州に戻って子育てと仕事をしてゆきたい」という思いが強くなったことから、2024年6月30日に退職し、2024年7月よりスターダストプロモーションに所属した。

## 人物
- 兄がいる[30]。
- ももいろクローバーZの大ファン（モノノフ）で、推しメンに有安杏果（当時）を挙げていた[8]。
- 「1人ディズニーランド」をする程の東京ディズニーランド好きで、年間パスポートを所持している[2][8]。
- 指原莉乃（元HKT48）と同じ生年月日である。
- 食生活アドバイザー2級[31]保有。
- 以前『ZIP!』で共演した、先輩の徳島えりかと共に名探偵コナンの大ファンであり、コナン検定の資格を取得（徳島も同様）[32]。

## 出演番組
太字は、現在出演中

### 局アナ時代

#### テレビ番組
- 1億人の大質問!?笑ってコラえて!（2015年6月3日 - 2016年4月13日）
- 笑点（2015年7月26日・11月22日、2016年3月13日、2017年5月14日、2018年1月7日、2020年1月5日、2022年1月9日）- 日テレ女性アナウンサーペア大喜利解答者（一部放送回を除き、林家たい平とペアを組む。2018年1月7日放送は、単独（アナウンサー対決。） 2022年1月9日放送は、三遊亭好楽と組む。）
- ZIP!
  - 水曜フィールドキャスター（2015年9月2日 - 2016年3月23日）
  - Showbizランキング&マスカレッジ助手[注 2]（2016年3月28日 - 2017年9月29日）
  - Showbizコーナー（2017年10月2日 - 2018年9月28日）
  - 杉原凜の代理（2020年4月2日）
  - 後呂有紗の代理（2020年8月31日）[33]
  - 忽滑谷こころの代理（2022年1月28日・2月4日・11日・18日・25日）
- NFL倶楽部（2015年9月17日 - 2016年）
- 深層NEWS（BS日テレ、2015年10月2日 - 2016年3月24日）- 金曜ニュース・天気担当
- 究極の○×クイズSHOW!!超問!真実か?ウソか? → 超問クイズ! 真実か?ウソか?[34]
  - アシスタント（2016年5月6日 - 2017年9月29日）
  - 現場レポーター（2017年10月13日 - 2019年9月13日）
- 誰だって波瀾爆笑（2016年6月19日 - 8月）- 小林麻耶の代理[注 3]
- 今夜くらべてみました ゴールデン初回2時間SP（2017年4月19日）- ゲスト[注 4]
- おしゃれイズム（2018年2月18日）- ゲスト[注 5]
- ヒルナンデス！（2018年3月8日・6月7日、2019年3月5日・5月2日・8月6日・8月29日・12月26日、2020年3月3日、2021年5月18日、2022年3月3日）- ｢ファッションセンスランキング女性アナウンサーSP」
- 幸せ!ボンビーガール（2018年8月28日〜不定期出演）- VTR企画「ボンビー部活めし」リポーター[注 6]
- バゲット（2018年10月1日 - 2022年9月29日）- MC[15][21]
- 日テレNEWS24（平日昼枠・不定期） - キャスター
  - the SOCIAL（2018年10月4日 - 2020年12月25日）- 金曜キャスター
- Fun!BASEBALL!!・「巨人×阪神」（2019年7月28日）- 副音声ゲスト[注 7]
- 鉄道芸人プレゼンツ なるほど!感動!鉄道スクール（進行、2019年12月14日）
- 夜バゲット（2021年2月6日・13日）- 郡司恭子の代理
- キユーピー3分クッキング（2023年11月27日 - 2024年6月28日） - アシスタント

#### テレビドラマ
- 逃亡医F 第5話（2022年2月12日）- 司会者 役

### フリー転向以降

#### テレビ番組
- 二軒目どうする?〜ツマミのハナシ〜（2024年9月8日） - ゲスト
- PEOPLE（JFN、日曜日 5:00 - 6:00、2025年4月21日 - ）
  - 第3週目に放送される「編集長!お時間です」を弘兼憲史とともに担当。
- 武田良太 Try Again（InterFM、日曜日 9:00 - 9:30、2025年7月4日 - ） アシスタント